# Тиркконен, Теодор
Теодор Александр Ти́ркконен (фин. Theodor Alexander Tirkkonen, 6 февраля 1883 — 24 апреля 1951) — финский борец греко-римского стиля, призёр чемпионата мира. Брат Пауля Тиркконена.

## Биография
Родился в 1883 году в Хельсинки. В 1911 году завоевал серебряную медаль чемпионата мира. В 1912 году принял участие в Олимпийских играх в Стокгольме, но неудачно.